# Resolució 1810 del Consell de Seguretat de les Nacions Unides
La Resolució 1810 del Consell de Seguretat de les Nacions Unides fou adoptada per unanimitat el 25 d'abril de 2008. Reafirmant que la proliferació d'armes nuclears, químiques i biològiques i els seus mitjans de lliurament era una amenaça per a la pau i la seguretat internacionals, el Consell de Seguretat va ampliar per tres anys el mandat del Comitè creat per vigilar l'aplicació de la seva resolució 1540 (2004), que demanava a tots els estats que establissin controls interns i adoptessin legislació per prevenir la proliferació i l'ús per part d'actors no estatals d'armes de destrucció massiva.

## Resolució
De conformitat amb el Capítol VII de la Carta, el Consell va decidir que la Comissió 1540 intensifiqui els seus esforços a través del seu programa de treball per promoure la plena aplicació per tots els estats de la resolució 1540 (2004). Això incloïa la recopilació d'informació sobre l'estat de la implementació per tots els Estat de la 1540, divulgació, diàleg, assistència i cooperació, i que abordava en particular tots els aspectes dels paràgrafs 1 i 2, així com el paràgraf 3 sobre responsabilitat, protecció física, controls a la frontera i aplicació de la llei esforços i controls nacionals d'exportació i transbordament que inclouen controls sobre la provisió de fons i serveis, com ara el finançament d'exportació i transbordament.
L'apartat 1 de la resolució 1540 ordenava que els Estats s'abstinguessin de proporcionar cap mena de suport als actors no estatals que intentessin desenvolupar o adquirir armes de destrucció massiva i els seus mitjans de lliurament. El paràgraf 2 d'aquesta resolució va exigir que els Estats, d'acord amb els procediments nacionals, adoptessin i complissin lleis efectives i adequades que prohibissin a qualsevol actor no estat desenvolupar o adquirir armes de destrucció massiva i els seus mitjans de lliurament, en particular amb finalitats terroristes.
En aquest sentit, el Consell va animar a tots els Estats a preparar de forma voluntària els plans d'acció resumida, amb l'assistència de la Comissió 1540, mapejant les seves prioritats i plans per aplicar les disposicions clau de la resolució 1540 i presentar aquests plans al Comitè.
A més, el Consell va encoratjar el diàleg continu entre el Comitè 1540 i els Estats sobre les seves noves accions per aplicar plenament la resolució 1540 (2004) i sobre l'assistència tècnica necessària i oferida. El Consell va demanar que el Comitè continuï organitzant i participant en esdeveniments de divulgació regionals, subregionals i nacionals per promoure la implementació de la resolució pels Estats, així com participar activament amb els Estats i les organitzacions internacionals, regionals i subregionals pertinents per promoure l'intercanvi d'experiències i lliçons apreses en les àrees cobertes per la resolució.